# Musée de Nauru
Le musée de Nauru, en nauruan Naoreo Museum, est un musée situé à Nauru, dans le district de Boe. Il s'agit du seul musée du pays.

## Collections
Ses collections se composent principalement d'objets en lien avec la Seconde Guerre mondiale.

## Administration
Depuis le 30 octobre 2023, Charmaine Scotty est la ministre du Musée de Nauru et du Patrimoine dans le gouvernement de Nauru,.